# НК Целе
Футболен клуб Целе (на словенски: Nogometni Klub Celje), известен също като НК Целе или само Целе, е футболен клуб от град Целе, Словения.
Заедно с НК Марибор и НД Горица са единствените клубове, чиито отбори са взели участие във всички сезони на Словенската първа лига, основана през 1991 г.
Клубът е основан през 1919 г. под името СК Целе (съкр. от СпортКлуб Целе), като впоследствие получава името „Публикум“. Играе домакинските си мачове на стадион „Петрол“, който е с капацитет от 13 400 седалки и покрива повечето изисквания на УЕФА.

## Успехи
Словения
- Словенска първа лига:
  -  Шампион (2): 2019/20, 2023/24
  -  Вицешампион (3): 2002/03, 2014/15, 2022/23
  -  Трето място (1): 2004/05
- Купа на Словения:
  -  Носител (2): 2004/05, 2024/25
  -  Финалист (9): 1992/93, 1994/95, 2002/03, 2005/06, 2011/12, 2012/13, 2014/15, 2015/16, 2020/21
- Лига на конференциите
  -  1/4 финалист (1): 2024/25

 Югославия
- Словенска футболна лига в Югославия:
  -  Шампион (1): 1963/64
- Купа на Словения по футбол в Югославия:
  -  Носител (1): 1964

## Любопитни факти
През сезон 2005/2006 „Публикум“ се изправя срещу „Левски“ (София) в мач за Купата на УЕФА. Първият двубой в Словения завършва с минимална победа за „синьо-жълтите“ с резултат 1:0, но на реванша в България „Левски“ печели с 3:0.